# Hayastani Ankaxowt'yan Gavat' 2014-2015
La Hayastani Ankaxowt'yan Gavat' 2014-2015 (conosciuta anche come Coppa dell'Indipendenza) è stata la 24ª edizione della coppa nazionale armena. Il torneo è iniziato il 17 settembre 2014 ed è terminato il 6 maggio 2015. 
Ad aggiudicarsi il trofeo è stato il Pyunik, che ha vinto il torneo per l'ottava volta, la terza consecutiva.
Il torneo è stato disputato con la formula ad eliminazione diretta con partite di andata e ritorno. Hanno partecipano alla competizione le otto squadre della Bardsragujn chumb 2014-2015.

## Quarti di finale
| Squadra 1                      | Totale | Squadra 2 | Andata | Ritorno |
| ------------------------------ | ------ | --------- | ------ | ------- |
| 17 settembre / 22 ottobre 2014 |        |           |        |         |
| Ararat                         | 3 – 6  | Alaškert  | 0 – 2  | 3 – 4   |
| 17 settembre / 5 novembre 2014 |        |           |        |         |
| P'yownik                       | 4 – 0  | Širak     | 3 – 0  | 1 – 0   |
| 1 - 22 ottobre 2014            |        |           |        |         |
| Mika Erevan                    | 5 - 0  | Ganjasar  | 2 – 0  | 3 – 0   |
| 1 ottobre / 5 novembre 2014    |        |           |        |         |
| Ulisses                        | 3 – 4  | Banants   | 1 – 4  | 2 – 0   |

## Semifinali
| Squadra 1                 | Totale | Squadra 2 | Andata | Ritorno |
| ------------------------- | ------ | --------- | ------ | ------- |
| 18 marzo / 15 aprile 2015 |        |           |        |         |
| Mika Erevan               | 4 – 3  | Banants   | 1 – 2  | 3 – 1   |
| 19 marzo / 16 aprile 2015 |        |           |        |         |
| P'yownik                  | 3 – 2  | Alaškert  | 3 – 1  | 0 – 1   |

## Finale
| Arbitro: | Rocchi |

|                 |           |                             |
| Alex 11’ (rig.) | Marcatori | 4’, 32’ Hakobyan 36’ Romero |